# Hans Agbo
Hans Agbo est un footballeur international camerounais, né le 26 septembre 1967 à Douala. Il jouait au poste de défenseur et a participé à deux coupes d'Afrique et une coupe du monde avec l'équipe du Cameroun.

## Carrière

### En club
Hans Agbo commence sa carrière au Prévoyance Yaoundé en 1989 avant de rejoindre l'Olympique Mvolyé en 1993. Il évolue au Tonnerre Yaoundé de 2001 à 2003.
En 2012, il est entraîneur adjoint du MC Oran.
En Novembre 2014 il quitte le Mouloudia d'El Eulma .

### En sélection
Avec les Lions indomptables, il participe à un match du second tour de qualification pour la coupe du monde 1990 (défaite 2-0 au Nigeria) mais n'est pas retenu pour la phase finale qui verra les camerounais atteindre les quarts de finale, une première pour une équipe africaine.
Il participe à la CAN 1992 où le Cameroun termine 4e.
En 1994, il participe à sa première coupe du monde et prend part aux trois matchs disputé par le Cameroun, éliminé au premier tour (nul 2-2 face à la Suède, défaites 3-0 face au Brésil et 6-1 face à la Russie).
En 1996, il dispute sa dernière compétition internationale à la Coupe d'Afrique des Nations.